# Liste des édifices labellisés « Patrimoine du XXe siècle » de la Dordogne

Cet article recense les monuments historiques protégé au titre du Patrimoine du XXe siècle du département de la Dordogne, en France.

## Statistiques
Au 28 octobre 2014, la Dordogne comptent 8 bâtiments protégés du patrimoine du XXe siècle, dont 3 au titre de monuments historiques français,.

## Liste

### Patrimoine duXXesiècleet Monument historique
| Monument                     | Commune                  | Adresse                    | Coordonnées                      | Notice         | Date             | Illustration                 |
| ---------------------------- | ------------------------ | -------------------------- | -------------------------------- | -------------- | ---------------- | ---------------------------- |
| Hôtel Brou de Laurière       | Périgueux                | 7 avenue Georges-Pompidou  | 45° 11′ 16″ nord, 0° 43′ 17″ est | « PA24000054 » | 4 juillet 2006   | Hôtel Brou de Laurière       |
| Église Notre-Dame-de-la-Paix | Ribérac                  | rue de la Nouvelle-Eglise  | 45° 14′ 54″ nord, 0° 20′ 30″ est | « PA24000026 » | 14 décembre 2000 | Église Notre-Dame-de-la-Paix |
| Monument aux morts           | Saint-Pardoux-la-Rivière | place du Général-de-Gaulle | 45° 29′ 42″ nord, 0° 44′ 44″ est | « PA24000092 » | 2015             | Monument aux morts           |
| Jardins du Chaufourg         | Sourzac                  | lieu-dit Baronie           | 45° 03′ 11″ nord, 0° 24′ 27″ est | « PA24000028 » | 2 novembre 2000  | Image manquante Téléverser   |

### Patrimoine duXXesiècleuniquement
| Monument                        | Commune               | Adresse                    | Coordonnées                      | Notice         | Date         | Illustration                    |
| ------------------------------- | --------------------- | -------------------------- | -------------------------------- | -------------- | ------------ | ------------------------------- |
| Guinguette Barnabé              | Boulazac              | 80 rue des Bains           | 45° 11′ 15″ nord, 0° 44′ 30″ est | « EA24000001 » | 15 mars 2007 | Image manquante Téléverser      |
| Maison Verdier                  | Labouquerie           |                            | 44° 44′ 33″ nord, 0° 47′ 44″ est | « EA24000002 » | 15 mars 2007 | Image manquante Téléverser      |
| Centre hospitalier de Périgueux | Périgueux             | 80 avenue Georges-Pompidou | 45° 11′ 35″ nord, 0° 43′ 49″ est | « EA24000003 » | 15 mars 2007 | Centre hospitalier de Périgueux |
| Cité-sanitaire de Clairvivre    | Salagnac              |                            | 45° 18′ 43″ nord, 1° 11′ 49″ est | « EA24000004 » | 17 mars 2011 | Cité-sanitaire de Clairvivre    |
| Jardins de l'Imaginaire         | Terrasson-Lavilledieu | place du Foirail           | 45° 07′ 27″ nord, 1° 18′ 12″ est | « EA24000005 » | 15 mars 2007 | Jardins de l'Imaginaire         |